# Qiaodong (Zhangjiakou)

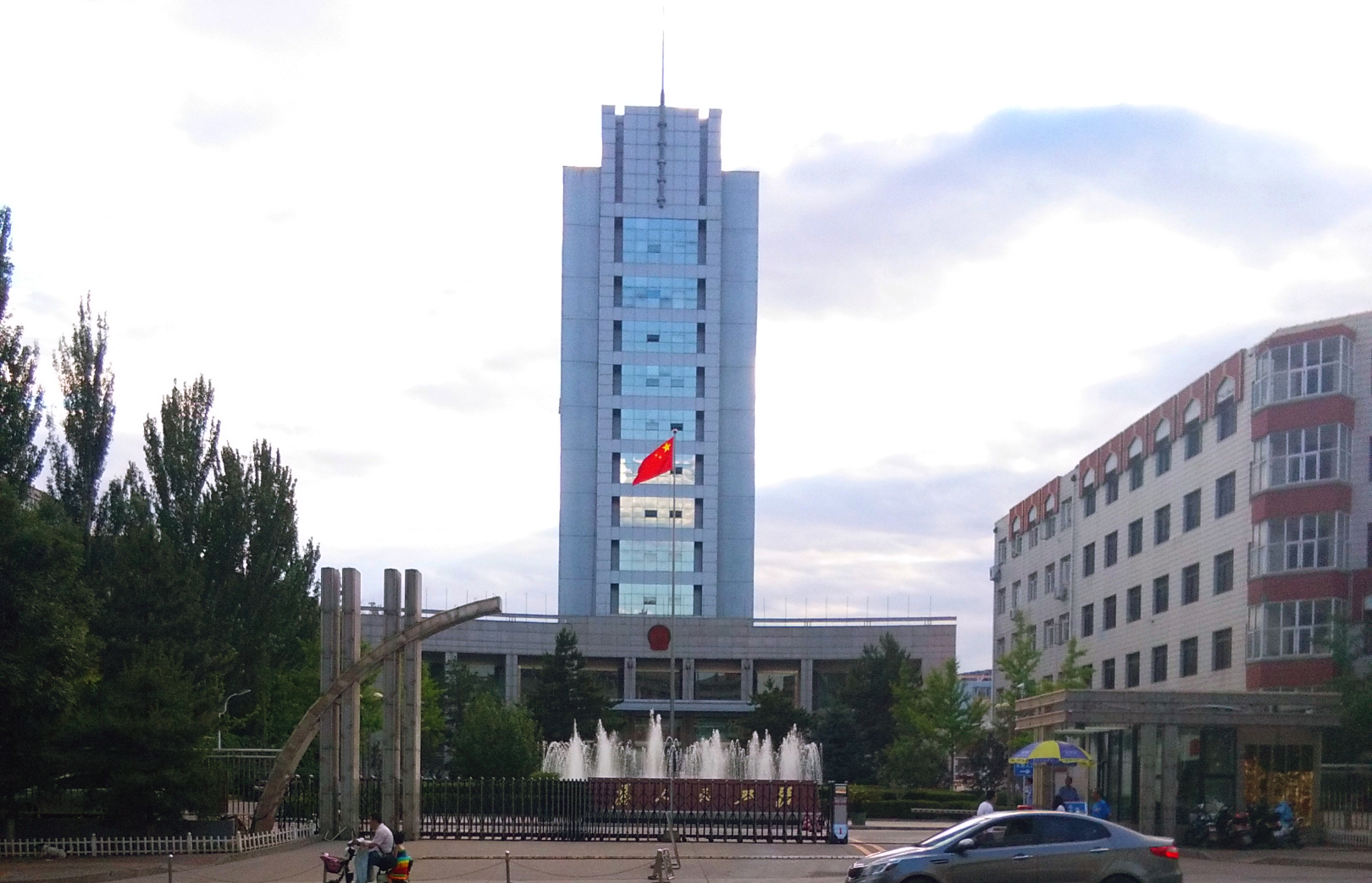
Volksregierung des Stadtbezirk Qiaodong

Der Stadtbezirk Qiaodong (桥东区,  Qiáodōng Qū) ist ein Stadtbezirk der bezirksfreien Stadt Zhangjiakou in der chinesischen Provinz Hebei. Er hat eine Fläche von 121,6 Quadratkilometern und zählt 339.372 Einwohner (Stand: Zensus 2010).

## Administrative Gliederung
Auf Gemeindeebene setzt er sich aus sieben Straßenvierteln und zwei Großgemeinden zusammen.